# Geoffrey John Orlando Brigdeman
Geoffrey John Orlando Brigdeman, britanski general, * 1898, † 1974.